# Singoli al numero uno nella Billboard Hot 100 nel 2016
Di seguito è proposta la lista dei singoli al numero uno nella Billboard Hot 100 nel 2016.

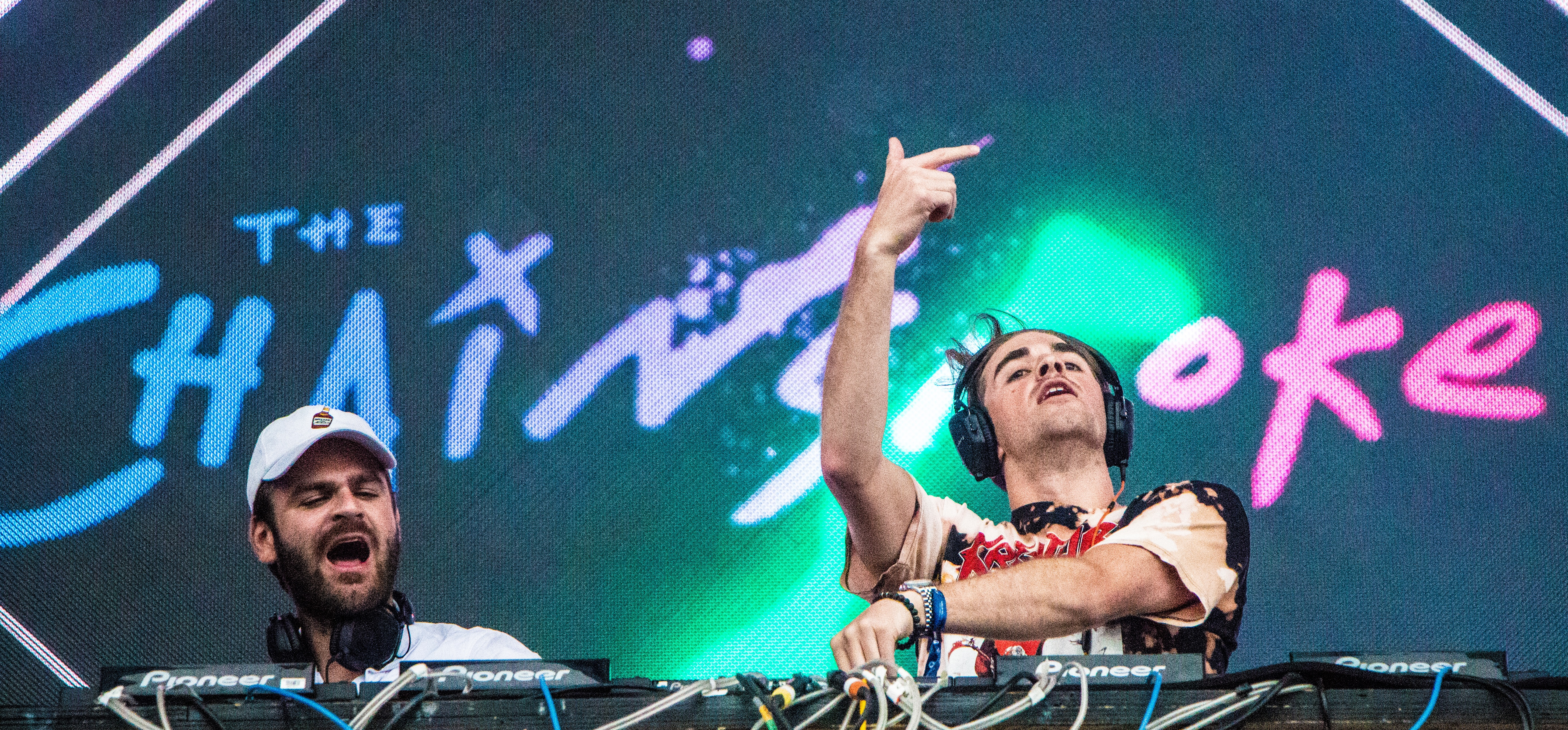
Closer dei The Chainsmokers featuring Halsey è il singolo con la più lunga permanenza in prima posizione, con 12 settimane.

La Billboard Hot 100 è una classifica dei singoli più venduti negli Stati Uniti d'America redatta dal magazine Billboard e stilata sulla base dei dati di vendita calcolati non solo sugli album venduti "fisicamente", ma anche sulle vendite digitali, sui passaggi in radio, sui numeri di streaming e dalle visualizzazioni settimanali dei video su YouTube.
Durante il 2016 sono stato dieci le canzoni a raggiungere la prima posizione della classifica statunitense, ai quali si aggiunge Hello della cantautrice britannica Adele che aveva già raggiunto l'apice nel 2015. Di queste dieci numero uno, la metà sono state collaborazioni tra più artisti.
In totale sono stati quattordici gli artisti ad avere un singolo in vetta alla Hot 100 nel 2016, dei quali 9 —Zayn, Desiigner, Wizkid, Kyla, Sia, i The Chainsmokers, Halsey, i Rae Sremmurd e Gucci Mane— hanno ottenuto la loro prima numero uno della carriera.

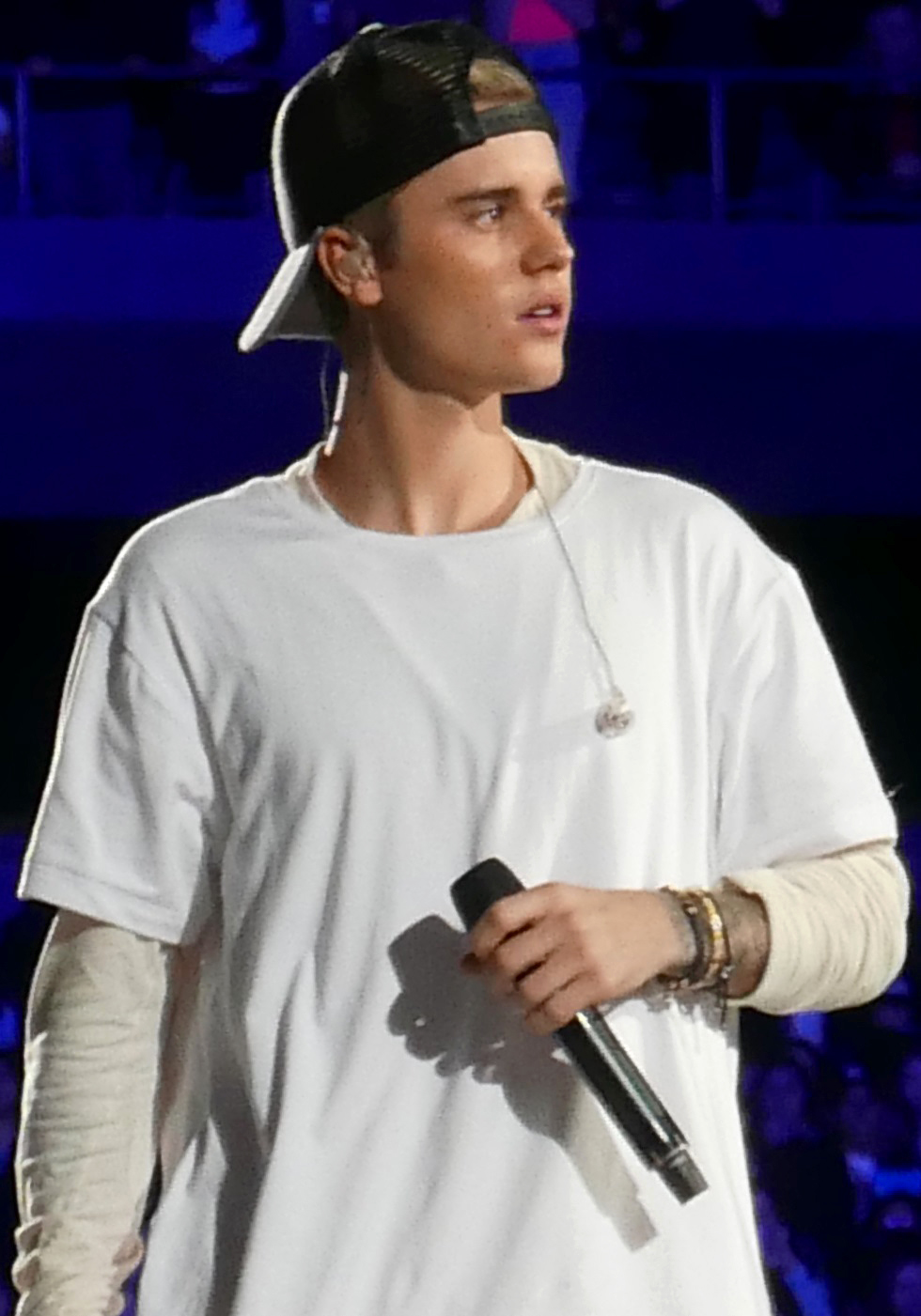
Justin Bieber ha raggiunto la prima posizione con Sorry e Love Yourself. Quest'ultima ha raggiunto anche la prima posizione della Billboard Year-End Hot 100.

La canzone con il maggior numero di settimane alla numero uno nel 2016 è stata Closer dei The Chainsmokers, in collaborazione con Halsey, che ha regnato per 12 settimane consecutive. Nonostante ciò, in base agli indicatori utilizzati da Billboard, la canzone con le migliori prestazioni dell'anno, che ha raggiunto quindi la vetta della classifica di fine anno Billboard Year-End Hot 100, è stata Love Yourself del cantante canadese Justin Bieber.
Durante il 2016 due canzoni hanno debuttato direttamente alla prima posizione della classifica, ovvero Pillowtalk del cantante britannico Zayn — che è divenuto, tra l'altro, il primo artista britannico a debuttate direttamente in vetta alla Hot 100 — e Can't Stop the Feeling! di Justin Timberlake
Drake è stato l'artista con il maggior numero di settimane spese alla numero uno nel 2016, con 19 settimane ottenute dai singoli Work (della cantante barbadiana Rihanna che ha visto la collaborazione del rapper canadese) e One Dance, le quali hanno stanziato in prima posizione rispettivamente per 9 e 10 settimane. Seguono i The Chainsmoker e Halsey con 12 e Wizkid e Kyla con 10 settimane.
Inoltre, grazie al singolo Work, Rihanna ha ottenuto la sua 14ª numero uno della carriera, diventando la quarta artista con il più alto numero di numero uno nella storia della Hot 100, posizionandosi dietro solamente ai Beatles, Mariah Carey e Elvis Presley, e la seconda cantante donna in assoluto dopo Mariah Carey.

## Hot 100

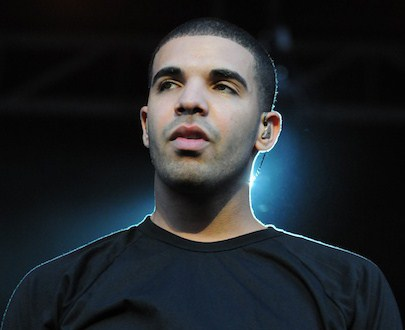
Drake è l'artista che ha speso più settimane al primo posto in classifica grazie a Work (9) e One Dance (10).

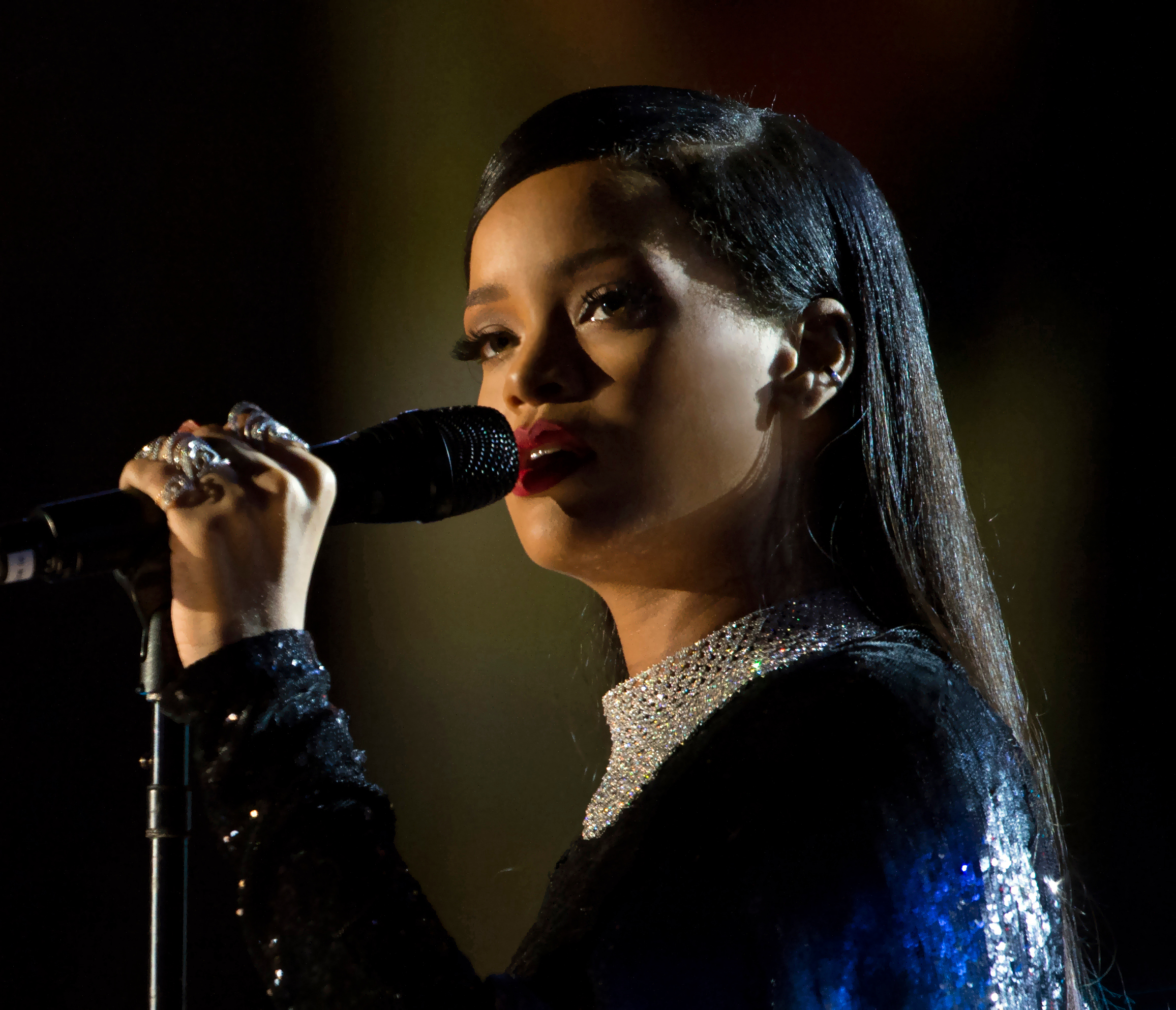
Grazie a Work, Rihanna ha ottenuto la sua quattordicesima numero uno diventando la quarta cantante con il maggior numero di singoli ad aver raggiunto la prima posizione della Hot 100.

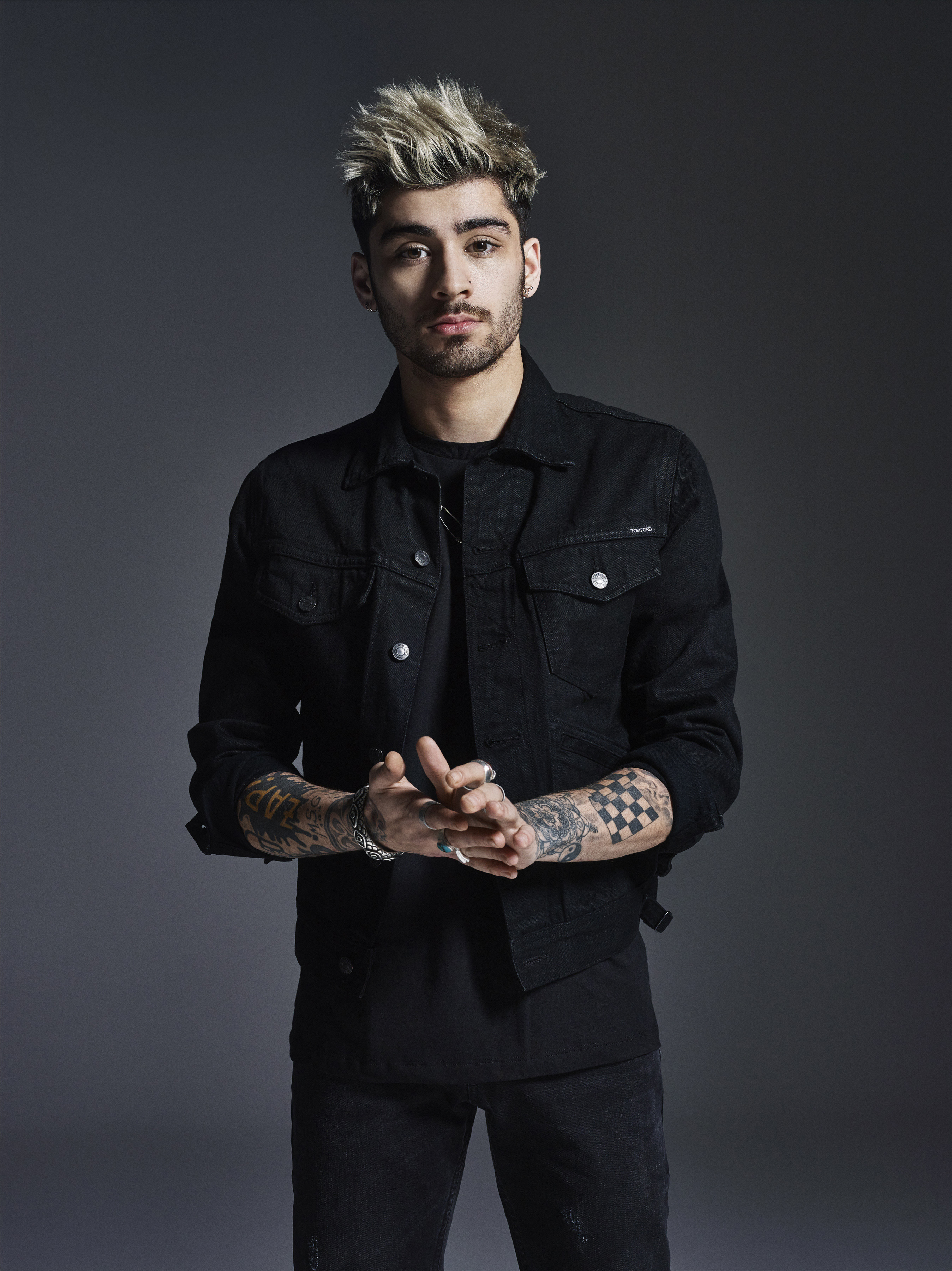
Grazie a Pillowtalk, Zayn è diventato il primo cantante britannico a debuttare direttamente al primo posto della Billboard Hot 100.

| † | Indica la canzone con le migliori prestazioni del 2016 |

| Data         | Brano                   | Artista                       | Totale settimane al numero 1 | Fonti  |
| ------------ | ----------------------- | ----------------------------- | ---------------------------- | ------ |
| 2 gennaio    | Hello                   | Adele                         | 10                           | [ 2 ]  |
| 10 gennaio   | Hello                   | Adele                         | 10                           | [ 3 ]  |
| 16 gennaio   | Hello                   | Adele                         | 10                           | [ 4 ]  |
| 23 gennaio   | Sorry                   | Justin Bieber                 | 3                            | [ 2 ]  |
| 30 gennaio   | Sorry                   | Justin Bieber                 | 3                            | [ 5 ]  |
| 6 febbraio   | Sorry                   | Justin Bieber                 | 3                            | [ 6 ]  |
| 13 febbraio  | Love Yourself †         | Justin Bieber                 | 2                            | [ 7 ]  |
| 20 febbraio  | Pillowtalk              | Zayn                          | 1                            | [ 8 ]  |
| 27 febbraio  | Love Yourself †         | Justin Bieber                 | 2                            | [ 9 ]  |
| 5 marzo      | Work                    | Rihanna feat. Drake           | 9                            | [ 10 ] |
| 12 marzo     | Work                    | Rihanna feat. Drake           | 9                            | [ 11 ] |
| 19 marzo     | Work                    | Rihanna feat. Drake           | 9                            | [ 12 ] |
| 26 marzo     | Work                    | Rihanna feat. Drake           | 9                            | [ 13 ] |
| 2 aprile     | Work                    | Rihanna feat. Drake           | 9                            | [ 14 ] |
| 9 aprile     | Work                    | Rihanna feat. Drake           | 9                            | [ 15 ] |
| 16 aprile    | Work                    | Rihanna feat. Drake           | 9                            | [ 16 ] |
| 23 aprile    | Work                    | Rihanna feat. Drake           | 9                            | [ 17 ] |
| 30 aprile    | Work                    | Rihanna feat. Drake           | 9                            | [ 18 ] |
| 7 maggio     | Panda                   | Desiigner                     | 2                            | [ 19 ] |
| 14 maggio    | Panda                   | Desiigner                     | 2                            | [ 20 ] |
| 21 maggio    | One Dance               | Drake feat. Wizkid & Kyla     | 10                           | [ 21 ] |
| 28 maggio    | Can't Stop the Feeling! | Justin Timberlake             | 1                            | [ 22 ] |
| 4 giugno     | One Dance               | Drake feat. Wizkid & Kyla     | 10                           | [ 23 ] |
| 11 giugno    | One Dance               | Drake feat. Wizkid & Kyla     | 10                           | [ 24 ] |
| 18 giugno    | One Dance               | Drake feat. Wizkid & Kyla     | 10                           | [ 25 ] |
| 25 giugno    | One Dance               | Drake feat. Wizkid & Kyla     | 10                           | [ 26 ] |
| 2 luglio     | One Dance               | Drake feat. Wizkid & Kyla     | 10                           | [ 27 ] |
| 9 luglio     | One Dance               | Drake feat. Wizkid & Kyla     | 10                           | [ 28 ] |
| 16 luglio    | One Dance               | Drake feat. Wizkid & Kyla     | 10                           | [ 29 ] |
| 23 luglio    | One Dance               | Drake feat. Wizkid & Kyla     | 10                           | [ 30 ] |
| 30 luglio    | One Dance               | Drake feat. Wizkid & Kyla     | 10                           | [ 31 ] |
| 6 agosto     | Cheap Thrills           | Sia feat. Sean Paul           | 4                            | [ 32 ] |
| 13 agosto    | Cheap Thrills           | Sia feat. Sean Paul           | 4                            | [ 33 ] |
| 20 agosto    | Cheap Thrills           | Sia feat. Sean Paul           | 4                            | [ 34 ] |
| 27 agosto    | Cheap Thrills           | Sia feat. Sean Paul           | 4                            | [ 35 ] |
| 3 settembre  | Closer                  | The Chainsmokers feat. Halsey | 12                           | [ 36 ] |
| 10 settembre | Closer                  | The Chainsmokers feat. Halsey | 12                           | [ 37 ] |
| 17 settembre | Closer                  | The Chainsmokers feat. Halsey | 12                           | [ 38 ] |
| 24 settembre | Closer                  | The Chainsmokers feat. Halsey | 12                           | [ 39 ] |
| 1 ottobre    | Closer                  | The Chainsmokers feat. Halsey | 12                           | [ 40 ] |
| 8 ottobre    | Closer                  | The Chainsmokers feat. Halsey | 12                           | [ 41 ] |
| 15 ottobre   | Closer                  | The Chainsmokers feat. Halsey | 12                           | [ 42 ] |
| 22 ottobre   | Closer                  | The Chainsmokers feat. Halsey | 12                           | [ 43 ] |
| 29 ottobre   | Closer                  | The Chainsmokers feat. Halsey | 12                           | [ 44 ] |
| 5 novembre   | Closer                  | The Chainsmokers feat. Halsey | 12                           | [ 45 ] |
| 12 novembre  | Closer                  | The Chainsmokers feat. Halsey | 12                           | [ 46 ] |
| 19 novembre  | Closer                  | The Chainsmokers feat. Halsey | 12                           | [ 47 ] |
| 26 novembre  | Black Beatles           | Rae Sremmurd feat. Gucci Mane | 7                            | [ 48 ] |
| 3 dicembre   | Black Beatles           | Rae Sremmurd feat. Gucci Mane | 7                            | [ 49 ] |
| 10 dicembre  | Black Beatles           | Rae Sremmurd feat. Gucci Mane | 7                            | [ 50 ] |
| 17 dicembre  | Black Beatles           | Rae Sremmurd feat. Gucci Mane | 7                            | [ 51 ] |
| 24 dicembre  | Black Beatles           | Rae Sremmurd feat. Gucci Mane | 7                            | [ 52 ] |
| 31 dicembre  | Black Beatles           | Rae Sremmurd feat. Gucci Mane | 7                            | [ 53 ] |

Note:
1. ↑  Ha raggiunto il numero uno anche nel 2015
2. ↑  Ha raggiunto il numero uno anche nel 2017

## Top 10 Year-End 2016
Alla fine di ogni anno, Billboard pubblica una lista delle 100 canzoni che hanno avuto più successo nella Hot 100 durante l'anno di riferimento. Il periodo di riferimento non equivale a tutte le 52 settimane dell'anno ma, per il 2016, sono stati presi in considerazione i dati del periodo compreso tra il 5 dicembre 2015 e il 26 novembre 2016. La classifica di fine anno Year-End 2016 è stata pubblicata il 8 dicembre 2016. Di seguito sono proposte le prime 10 posizioni della classifica di fine anno.
| #  | Brano                   | Artista/i                     | Posizione massima | Fonti  |
| -- | ----------------------- | ----------------------------- | ----------------- | ------ |
| 1  | Love Yourself           | Justin Bieber                 | 1                 | [ 54 ] |
| 2  | Sorry                   | Justin Bieber                 | 1                 | [ 54 ] |
| 3  | One Dance               | Drake feat. Wizkid & Kyla     | 1                 | [ 54 ] |
| 4  | Work                    | Rihanna feat. Drake           | 1                 | [ 54 ] |
| 5  | Stressed Out            | Twenty One Pilots             | 2                 | [ 54 ] |
| 6  | Panda                   | Desiigner                     | 1                 | [ 54 ] |
| 7  | Hello                   | Adele                         | 1                 | [ 54 ] |
| 8  | Don't Let Me Down       | The Chainsmokers feat. Daya   | 3                 | [ 54 ] |
| 9  | Can't Stop the Feeling! | Justin Timberlake             | 1                 | [ 54 ] |
| 10 | Closer                  | The Chainsmokers feat. Halsey | 1                 | [ 54 ] |